# Spittal an der Drau (huyện)
Bezirk Spittal an der Drau là một huyện hành chính (Bezirk) ở Carinthia, Áo.
Huyện này có diện tích 2.763,99 km², dân số 81.719 người (15 tháng 5 năm 2001), và mật độ dân số 30 người trên mỗi km². Đây là huyện có diện tích lớn thứ nhì trong các huyện của Áo, sau Liezen). Trung tâm hành chính là Spittal an der Drau.

## Phân chia hành chính
Huyện này được chia thành 33 đô thị, 3 trong số đó là thị xã và 9 trong số đó là phố thị (market town).

### Thị xã
1. Gmünd (2.605)
2. Radenthein (6.620)
3. Spittal an der Drau (16.045)

### Phố thị
1. Greifenburg (1.911)
2. Lurnfeld (2.718)
3. Millstatt (3.351)
4. Oberdrauburg (1.334)
5. Obervellach (2.540)
6. Sachsenburg (1.438)
7. Seeboden (6.045)
8. Steinfeld (2.291)
9. Winklern (1.134)

### Các đô thị
1. Bad Kleinkirchheim (1.863)
2. Baldramsdorf (1.819)
3. Berg im Drautal (1.373)
4. Dellach im Drautal (1.769)
5. Flattach (1.373)
6. Großkirchheim (1.606)
7. Heiligenblut (1.185)
8. Irschen (2.080)
9. Kleblach-Lind (1.299)
10. Krems in Kärnten (2.157)
11. Lendorf (1.776)
12. Mallnitz (1.027)
13. Malta (2.185)
14. Mörtschach (942)
15. Mühldorf (963)
16. Rangersdorf (1.805)
17. Reißeck (2.521)
18. Rennweg am Katschberg (2.025)
19. Stall (1.868)
20. Trebesing (1.263)
21. Weißensee (788)

(dân số thời điểm ngày 15 tháng 5 năm 2001)
| edit | Các thành phố và huyện (Bezirke) của Kärnten | Flag of Austria |
| \| \| Klagenfurt am Wörthersee \\| Villach Feldkirchen \\| Hermagor \\| Klagenfurt-Land \\| Spittal an der Drau \\| St. Veit an der Glan \\| Villach-Land \\| Völkermarkt \\| Wolfsberg \| | |                 |
| Carinthia map | Klagenfurt am Wörthersee \| Villach Feldkirchen \| Hermagor \| Klagenfurt-Land \| Spittal an der Drau \| St. Veit an der Glan \| Villach-Land \| Völkermarkt \| Wolfsberg |                 |